# Michel Barnier
Michel Barnier (La Tronche, 9 de janeiro de 1951) é um político francês que serviu como primeiro-ministro da França de setembro a dezembro de 2024, quando sofreu uma moção de censura

## Início da vida e educação
Barnier nasceu em La Tronche, nos Alpes franceses, em uma família gaullista, em 1951. Seu pai, Jean Barnier, era artesão de couro e têxteis. Sua mãe, Denise Durand, era membro ativa da esquerda cristã e fundou um capítulo local da Ligue contre la violence routière (Liga contra a violência nas estradas, em tradução livre). Barnier é o caçula dos três filhos do casal.
Na juventude, Barnier foi escoteiro e coroinha. Ele se formou na École Supérieure de Commerce de Paris (ESCP) em 1972. Durante seus estudos na ESCP, foi colega de Jean-Pierre Raffarin, futuro primeiro-ministro, e membro da Conférence Olivaint, uma organização estudantil destinada a preparar seus membros para a vida política.

## Carreira política
Membro de uma série de partidos gaullistas (UDR, RPR, UMP, LR), Barnier ocupou vários cargos no gabinete francês, incluindo como Ministro do Meio Ambiente de 1993 a 1995, Ministro Delegado para Assuntos Europeus de 1995 a 1997, Ministro das Relações Exteriores de 2004 a 2005 e Ministro da Agricultura e Pescas de 2007 a 2009. A nível da UE, Barnier foi comissário europeu para o Mercado Interno e Serviços de 2010 a 2014 e vice-presidente do Partido Popular Europeu (PPE) de 2010 a 2015. De outubro de 2016 a 2021, ele foi o principal negociador da UE na saída do Reino Unido da União Europeia.
Em agosto de 2021, Barnier anunciou que estava concorrendo à indicação de seu partido para presidente da França nas eleições presidenciais de 2022, mas depois não conseguiu obter apoio suficiente no congresso dos Republicanos de 2021, ficando em terceiro lugar. Em setembro de 2024, Barnier foi nomeado primeiro-ministro pelo presidente Emmanuel Macron após as eleições legislativas antecipadas de 2024. Com 73 anos, será o Primeiro-ministro mais velho da Quinta República Francesa aquando da tomada de posse.
Após sua nomeação, a BBC descreveu Barnier como "um conservador patriota comprometido na tradição de Charles de Gaulle".  Ele é considerado pró-europeu com visões econômicas neoliberais. Ele defendeu controles mais rígidos sobre a imigração não europeia, expandindo a capacidade prisional e a introdução de sentenças mínimas obrigatórias para certos crimes. Como deputado na Assembleia Nacional na década de 1980, ele votou pela abolição da pena de morte e contra a redução da idade de consentimento para relacionamentos entre pessoas do mesmo sexo para casais de sexo misto.